# Franz Xaver von Pausinger
Franz Xaver von Pausinger (* 10. Februar 1839 in Salzburg; † 7. April 1915 in Salzburg) war ein österreichischer Landschafts- und Tiermaler aus der Familie von Pausinger.

## Biographie

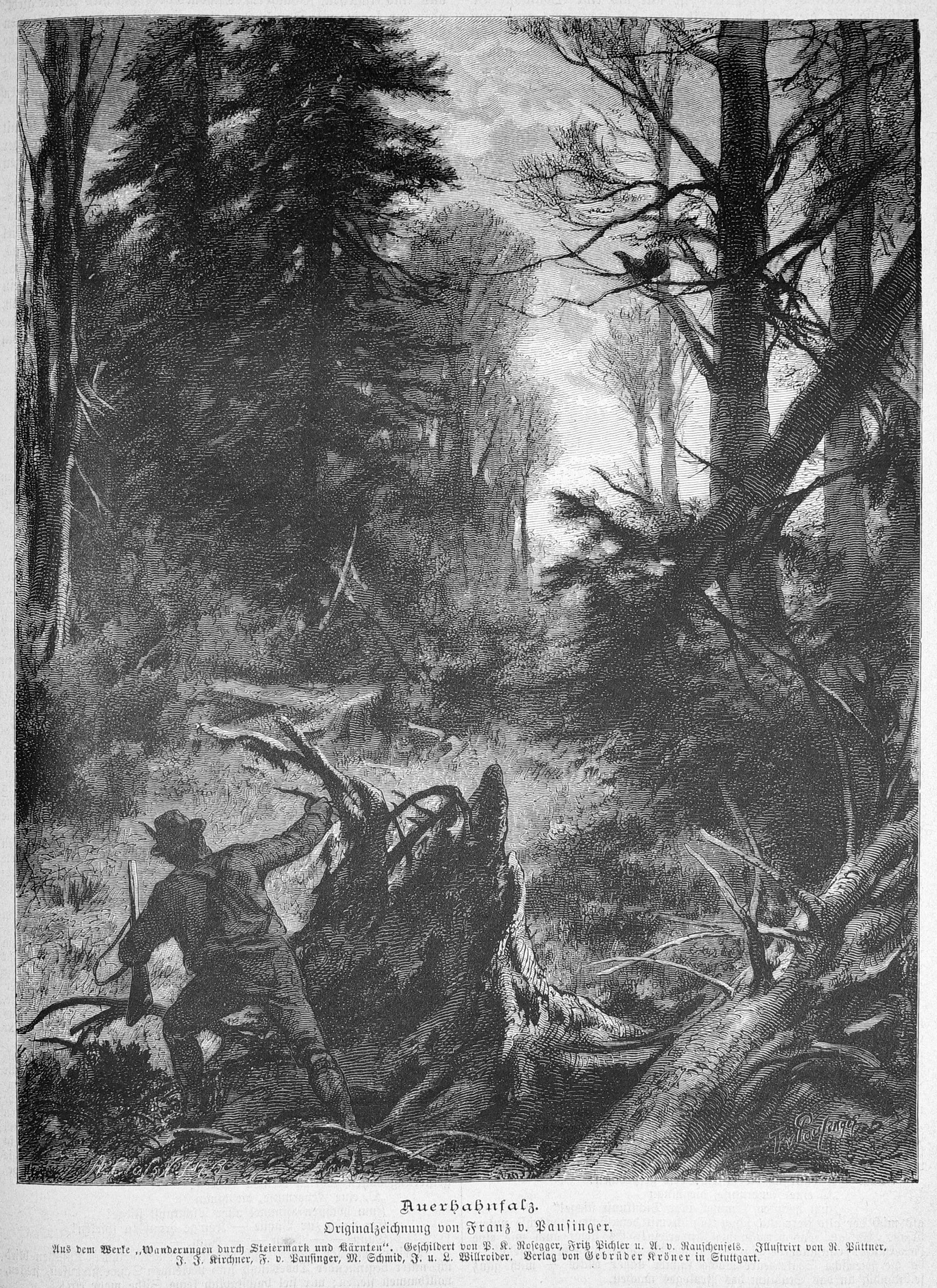
Auerhahnbalz

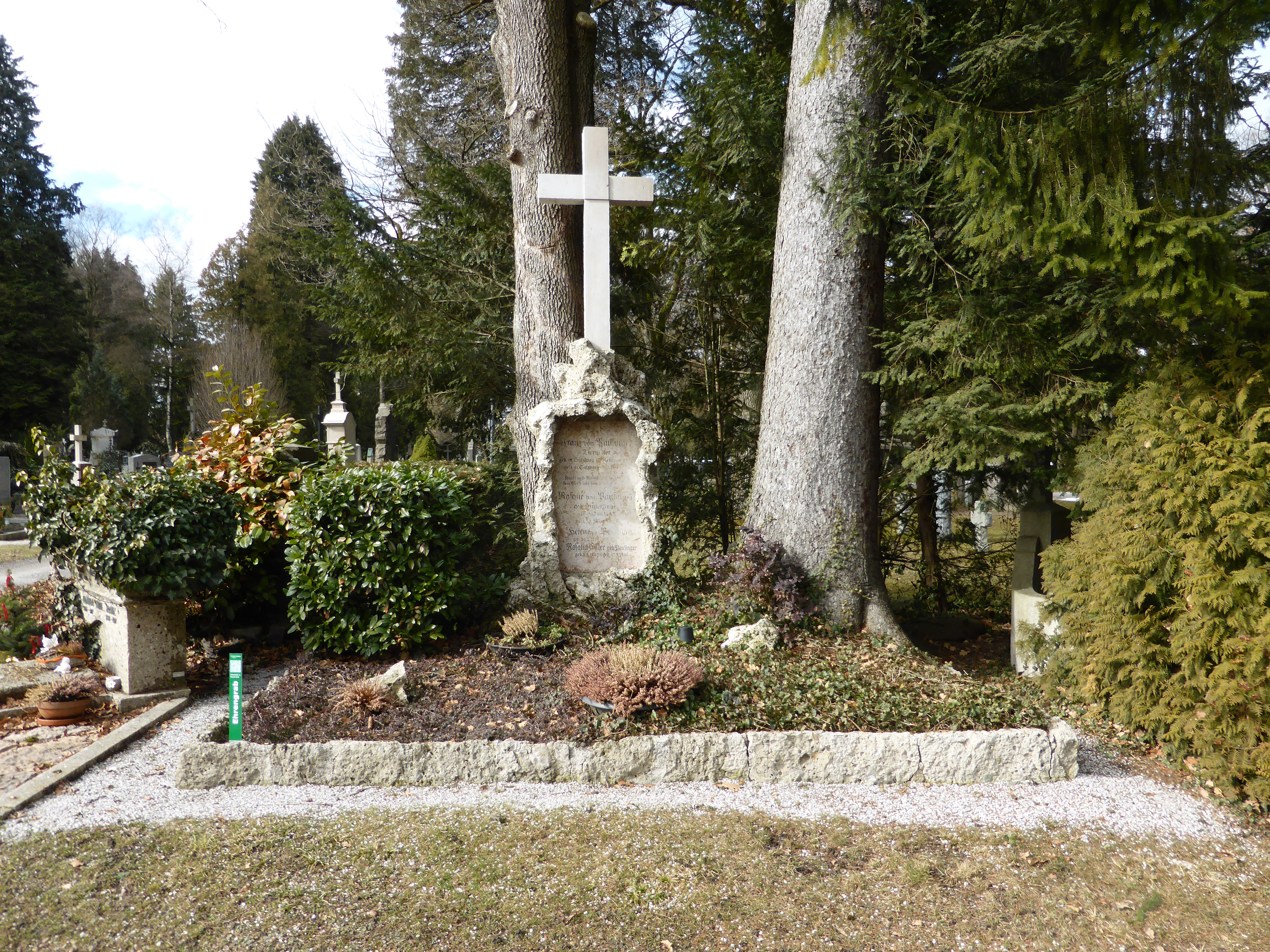
Grabstätte der Familie von Pausinger auf dem Salzburger Kommunalfriedhof.

### Kindheit und Ausbildung
Franz Xaver von Pausinger verbrachte seine Kindheit auf Schloss Frein in Frankenburg am Hausruck. Er besuchte dort die Volksschule und später die Realschule in Salzburg. Zum akademischen Maler wurde er an den Akademien in Wien, Karlsruhe und bei Rudolf Koller in Zürich ausgebildet.

### Landschafts- und Tiermalerei
Bekannt wurde er als Zeichner, als er 1881 Kronprinz Rudolf, der selbst ein anerkannter Ornithologe war, auf seiner Orientreise begleitete. Als Illustrator war er auch in Wien und München tätig. In Salzburg hatte er seine Wohnung und ein Atelier in Schloss Elsenheim.

### Familie
Am 7. Juni 1870 ehelichte Franz die Apothekerstochter Rosalia (Rosalie) Amalia Aloisia Hinterhuber (1843–1935) in der Stadtpfarrkirche St. Andrä in Salzburg. Mit ihr hatte er vier Töchter: Helene (1871–1956), Paula (1876–1969), Rosalia „Lili“ (1882–1980, heiratete Robert Eisler) und Elisabeth „Lisl“ (1888–1968, heiratete Charles Stork). Begraben ist er in einem Ehrengrab am Salzburger Kommunalfriedhof.

### Ehrungen und Nachlass
Im Jahr 1915 wurde in Salzburg die Pausingerstraße und im Jahr 1920 wurde in Wien-Penzing (14. Bezirk) die Pausingergasse nach ihm benannt. Wesentliche Teile seines Nachlasses sind im Besitz des Salzburg  Museums, ein Konvolut an Zeichnungen zur Orientreise befindet sich in Bildarchiv und Grafiksammlung der Österreichischen Nationalbibliothek.